# Nanbudo

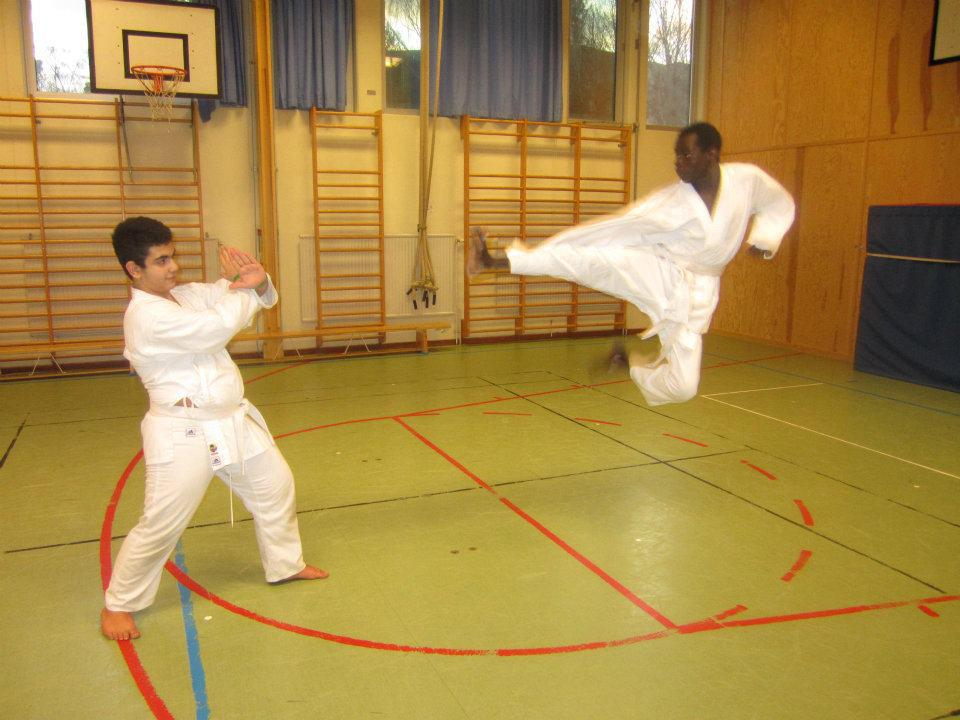
Imagen ilustrativa

El Nanbudo (南武道?) es un arte marcial creado por el Maestro Yoshinao Nanbu, 10º Dan (cinturón rojo). Etimológicamente compuesto por los ideogramas Nan (propio del nombre del fundador), Bu (Artes Guerreras) y Dō (el camino).

## Detalles de la práctica
El Nanbudo engloba técnicas de Randori (combate) y Kata (encadenamientos técnicos), así como ejercicios respiratorios y de flexibilidad.
Los Randori en Nanbudo están centrados en técnicas de defensa: 
Tori (el atacante) ejecuta ataques estándar a los que Uke (el defensor) responde con numerosas técnicas de esquiva y contraataque de proyecciones, de puño, de pie, barridos, luxaciones, etc.
El arte de la esquiva, "Tensin", es una de las claves del aprendizaje de los Randori.
El Nanbudo también se caracteriza por ser un arte marcial no violento en el que los combates y los ejercicios se ejecutan siempre con respeto hacia el adversario, que es ante todo un compañero que nos ayuda a progresar.
En todas sus técnicas el Nanbudo asocia un trabajo específico de desarrollo de la energía interna (Ki) para obtener un mejor equilibrio, salud y vitalidad, a través de una serie de ejercicios específicos basados en la respiración y en ejercicios basados en el mapa de meridianos del cuerpo que, según la medicina tradicional china, regulan el bienestar físico y psíquico.
El Nanbudo se define como un arte para la "creación de energía Ki", una "energía que permite la unión armoniosa entre el cuerpo y la mente para la realización total del hombre".

### Ramas del Nanbudo
- Budo ho: Es la parte marcial del Nanbudo en la que se culmina técnicas de autodefensa, dentro de los cuales hay ejercicios básicos y combinaciones, randoris (técnica de asalto codificado y defensa), katas (combate imaginario rico en símbolos y energía), y jurandori, que es un sistema estrictamente defensivo de combate.
- Kido Ho: Es el aspecto para potenciar la salud y fuerza, se expresa a través de tablas de ejercicios físicos, respiratorios y energéticos.
- Noryokukaihatsu ho: En el plano mental, el trabajo se reagrupa en los aspectos filosóficos de comprensión y asimilación del mundo, que mediante la concentración en nosotros mismos y en el entorno natural ayuda además a desarrollar el sexto sentido.

## Nanbudo por el mundo
En la actualidad más de cuarenta países de los cinco continentes practican y extienden el Nanbudo, un arte marcial con su propia filosofía y ejercicios de autodefensa.
El Maestro Doshu Soke Yoshinao Nanbu realizaba stages internacionales en casi todos los países de manera anual y su dedicación a la formación de cinturones negros y Maestros de su arte marcial le hacen ser querido y respetado entre todos sus seguidores.
- Datos: Q1895773